# Schizoglossum singulare
Schizoglossum singulare är en oleanderväxtart som beskrevs av F.K. Kupicha. Schizoglossum singulare ingår i släktet Schizoglossum och familjen oleanderväxter. Inga underarter finns listade i Catalogue of Life.